# Visa pour l’Image
Visa pour l'Image международный фестиваль фотожурналистики основанный в 1989 году. Он проходит каждый год в Перпиньяне (Франция) с конца августа до середины сентября в течение 15 дней . Это самый главный и важный фестиваль фотожурналистики во Франции . 
Этот фестиваль предлагает выставки, расположенные по всему городу, а также конференции, встречи и призы для международных фотожурналистов. Фестиваль ежегодно посещают самые известные фотографы со всего мира. В фестивале принимали участие такие фотографы, как Дон Маккаллин, Эд Каши, Херб Ритц, Стенли Грин , Влад Сохин, Майкл Николс, Дарио Митидиери.

## История
Фестиваль был учрежден в 1989 году ассоциацией Paris Match, журнал Photo, National Geographic, а также издательством Hachette  Filipacchi group совместно с Министерством культуры и связи, локальными партнерами города Перпиньяна и постоянным партнером Canon Inc. Фотолаборатории Central Color, Dupon и e- Center, 2e Bureau (Сильви Грумбах) также поддерживают данное мероприятиe.

## Мероприятия фестиваля
На протяжении всего фестиваля в исторической части города множество фотовыставок открыты для всех посетителей.
Во время первой профессиональной недели каждый день проходят встречи и дискуссии с фотографами, конференции, показы документальных фильмов и награждение фотожурналистов. В среднем каждое из них посещают более 3000 человек. Campo Santo является местом проведения вечерних показов, где Visa Pour l'Image также представляет ретроспективу мировых событий или крупных фигур в истории .

## Награды и призы
- Visa d'or Daily Press Award c 1990 награждается лучший репортаж, опубликованный в ежедневной прессе за прошедший год. Приз  8000 евро от Perpignan Mediterranee Metropole[8].
- Prix Ani - Pixtrakk Award - за профессиональное портфолио. Приз  5000 евро от PixTrakk [9] .
- The Carmignac Photojournalism Award - награда была учреждена в 2009 году за фоторепортаж, который освещает события в специфических регионах планеты, где права человека и свобода находятся под угрозой. Грант от Carmignac Foundation [10].
- Visa d'or ICRC Humanitarian Award - при поддержке Международного Комитета Красного Креста. Приз 8000 евро [11][12][13]  .
- Visa d'or franceinfo: Award for The Best Digital News Story при поддержке France Médias Monde, France Télévisions, Radio France, INA. Приз 8000 евро.
- Getty Images for Editorial Photography - гранты от Getty Images.
- Pierre & Alexandra Boulat Award - приз 8000 евро от LaScam [14] .
- Camille Lepage Award - приз 8000 евро при поддержке The Association Camille Lepage[15] .
- Ville de Perpignan Remi Ochlik Award - приз 8000 евро[16].
- Visa d'or Feature Award - приз 8000 евро от Région Occitanie Pyrénéés-Méditerranée
- Le Figaro Magazine Lifetime Achievement Visa d’or Award - приз 8000 евро от Le Figaro Magazine.
- Canon Female photojournalist Award при поддержке журнала Elle - приз 8000 евро для победителя в категории женская фотожурналистика[17].
- Visa d'or Paris Match News Award - приз 8000 евро от Paris Match[18]
- Yves Rocher Foundation Photography Award - приз 8000 евро профессиональному фотографу за лучший репортаж об окружающей среде, взаимоотношениях между людьми и планетой.

## Выставки

### 2000-е

#### 2017
Angela Ponce Romero, Darcy Padilla, Rafael Yaghobzadeh, Ferhat Bouda, Laurent van der Stockt, Alvaro Canovas, Lorenzo Meloni, Meridith Kohut, Amy Toesing, Isadora Kosofsky, Daniel Berehulak, Marco Longari, Stephen Dock, Renée C. Byer, Zohra Bensemra, Sarah Caron, Larry Towell,  Stanley Greene, David Douglas Duncan, Emanuele Scorcelletti, Vlad Sokhin, Lu Guang, Michael Nichols, Ed Kasha

#### 2016
Niels Ackermann, Claire Allard, Juan Arredondo, Peter Bauza, Yannis Behrakis, Valerio Bispuri, Felipe Dana, Marie Dorigny, Laurence Geai , David Guttenfelder, Yuri Kozyrev, Frédéric Lafargue, Catalina Martin-Chico, Aris Messinis, Dominic Nahr, Frédéric Noy / Cosmos, Daily Press, Andrew Quilty, Marc Ribaud, Anastasia Rudenko, Brent Stirton, World Press Photo

## Внешние ссылки
- Visa pour l'Image
- Facebook
- Instagram
- Pix Ways Архивная копия от 10 сентября 2017 на Wayback Machine
- ANI
- 2e Bureau
- Association Camille Lepage (недоступная ссылка)